# Fuath
Ein Fuath (schottisch-gälisch "am fuath", Aussprache [fuə], Plural fuathan, deutsch: Haß) ist ein bösartiger, gälischer Wassergeist. Der Name wird regional auch manchmal für das Kelpie oder das Each Uisge in Nordirland oder der Bean-Nighe verwendet. Die Schotten benutzen den Namen, um sich allgemein auf Wassergeister zu beziehen, die das Meer, Flüsse oder Seen (die schottischen Lochs) bewohnen. Manchmal wird der Name sogar Hochland- und Naturgeistern gegeben, aber alle Wesen mit diesem Namen sind bösartig.

## Aussehen und Verhalten
In manchen Beschreibungen sind sie bedeckt mit einem zottigen, gelben Fell, in anderen haben sie nur eine lange Mähne entlang ihrem Rücken. Sie haben Schwimmhäute zwischen den Zehen, einen Schwanz mit Stacheln und keine Nase. Sie tragen für gewöhnlich Grün, die Farbe der Feen, sei es ein Gewand, eine Robe oder ein Kittel (Kirtle).
Sie heiraten manchmal Menschen (gewöhnlich eine Frau), deren Nachkommen dann ebenfalls eine Mähne, ein Schwanz und/oder Schwimmhäute zwischen den Fingern haben. Sonnenlicht oder kalter Stahl tötet sie augenblicklich, wenn sie damit in Berührung kommen.

## Verwandte
Auf Englisch werden die fuath auch manchmal in der anglisierten Form "vough" genannt. Andere Bezeichnungen sind schottisch-gälisch "arrachd" (deutsch: Geist, verachtenswerte Person) oder "fuath-arrachd". Ein "fuath" ist die Mutter des Brollachan, einem Gestaltwandler, der das Aussehen von Menschen und Gegenständen annimmt, auf denen er gerade sitzt. Weitere Unterarten der im schottischen Hochland lebenden "fuath" schließen die "beithir", "fideal", "peallaidh" und "ùruisg" ein.
Ein weiterer Abkömmling der "fuath" ist der Nuckelavee, eines der am meisten gefürchteten Monster im schottischen Hochland.